# Peeter-Jaan Kask
Peeter-Jaan Kask, född 1944 i Pärnu i Estland, död 20 augusti 2014, var en svensk journalist med förankring i socialdemokratin. 
Bara några veckor gammal kom han till Sverige. Efter en tid i flyktingläger kom han till Norrköping där han också tog sin studentexamen. Under ungdomsåren var han verksam i SSU och medverkade i Östergötlands Folkblad. Efter studentexamen studerade Peeter-Jaan Kask i Lund där han avlade fil.kand.-examen. 
Sina första uppdrag som journalist hade han i Dagens Nyheter och Stockholms-Tidningen. Därefter var han 1967-1994 anställd som journalist på tidningen Arbetet i Malmö och skrev under större delen av denna tid främst om politiska och ekonomiska frågor. Han deltog i uppbyggnaden av Arbetets ekonomiredaktion och var ett tiotal år ledarskribent. 
Efter tiden på Arbetet medverkade han som frilansjournalist och kolumnist i bl.a. LO-tidningen och flera av arbetarrörelsens dagstidningar. På bland annat LO:s, Socialdemokraternas och Regeringskansliets uppdrag utarbetade han rapporter inom det ekonomisk-politiska området. Som bosatt i Genarp ägnade han sig åt att skriva om Genarps historia.
Peeter-Jaan Kask har skrivit böckerna Den som är satt i skuld är icke fri (tillsammans med Göran Persson, 1997), Det gamla Genarp (1974), OK Falken och skogens hemlighet (ungdomsbok, 1983), Människor i Genarp och Häckeberga. En by- och torpvandring i gamla tider (tillsammans med Margareta Ingemansson, 1987), Vägen in i och ut ur krisen - ekonomisk politik från Feldt till Persson (1996) samt Förbannade lögner - Hur medier, företag och organisationer luras med statistik och hur du lär dig att genomskåda det (2007). 
Peeter-Jaan Kask var gift med Ingrid Esperi. Han var far till Jan Kask, musiker samt läkare och doktorand i neurovetenskap.
Han var också under lång tid verksam inom orienteringssporten. 